# Opius leucosema
Opius leucosema är en stekelart som beskrevs av Fischer 1978. Opius leucosema ingår i släktet Opius och familjen bracksteklar. Inga underarter finns listade i Catalogue of Life.